# Ludwig Reiber
Ludwig Reiber (né le 4 août 1904 à Munich, mort le 15 septembre 1979 dans la même ville) est un chef décorateur allemand.

## Biographie
Il va à l'académie des beaux-arts de Munich et commence en 1923 comme assistant de son frère Willy Reiber. Reiber travaille d'abord pour Emelka à Munich et sur les deux films d'Alfred Hitchcock, Le Jardin du plaisir et The Mountain Eagle.
De temps en temps il est également actif dans les studios de cinéma de Berlin, de début 1939 jusqu'à la fin de la Seconde Guerre mondiale, tout en continuant à travailler à Munich.
Après la guerre, Reiber prend part dans quatre productions américaines partiellement créées en Bavière. Après cela, il est encore au service de la télévision jusqu'en 1970.
Sa fille est l'animatrice de télévision Carolin Reiber.

## Filmographie
- 1925 : Die abenteuerliche Hochzeit
- 1925 : Der Schuß im Pavillon
- 1925 : Le Jardin du plaisir d'Alfred Hitchcock
- 1925 : Das Parfüm der Mrs. Worrington
- 1926 : The Mountain Eagle d'Alfred Hitchcock
- 1926 : Unsere Emden
- 1926 : Marccos tollste Wette
- 1926 : Die kleine Inge und ihre drei Väter
- 1926 : Der Jäger von Fall
- 1926 : Das Lebenslied
- 1927 : Erinnerungen einer Nonne
- 1927 : Valencia, Du schönste aller Rosen
- 1927 : Sturmflut
- 1927 : Mein Heidelberg, ich kann Dich nie vergessen
- 1927 : Hast du geliebt am schönen Rhein
- 1927 : Das Geheimnis von Genf
- 1928 : Le Chevalier d'Éon
- 1928 : Die Hölle von Montmartre
- 1928 : Amor auf Ski
- 1928 : Hinter Klostermauern
- 1928 : Herzen ohne Ziel
- 1928 : Ein besserer Herr
- 1929 : Waterloo de Karl Grune
- 1929 : Die keusche Kokotte
- 1929 : Wenn der weiße Flieder wieder blüht
- 1930 : In einer kleinen Konditorei
- 1930 : Liebe und Champagner
- 1930 : Boykott
- 1931 : Der Liebesexpreß
- 1932 : Wenn dem Esel zu wohl ist
- 1932 : Un drame à quatre sous (Peter Voß, der Millionendieb) d'Ewald André Dupont
- 1932 : Der Feldherrnhügel
- 1932 : Un homme de cœur
- 1932 : Die Nacht der Versuchung
- 1932 : Der Schützenkönig
- 1933 : Eine Frau wie Du
- 1933 : Der sündige Hof
- 1933 : Johannisnacht
- 1933 : Das Tankmädel
- 1934 : Hanneles Himmelfahrt
- 1934 : Jede Frau hat ein Geheimnis
- 1934 : Ich heirate meine Frau
- 1935 : Lady Windermeres Fächer
- 1936 : August der Starke
- 1936 : Arzt aus Leidenschaft
- 1936 : Seize Ans (Das Mädchen Irene) de Reinhold Schünzel
- 1937 : Pays de l'amour
- 1937 : Le Drapeau jaune
- 1937 : Das Geheimnis um Betty Bonn
- 1938 : Zwischen den Eltern
- 1938 : Dreiklang
- 1938 : Le Cas du Dr. Deruga
- 1938 : Altes Herz geht auf die Reise
- 1939 : Drame à Canitoga
- 1939 : Umwege zum Glück
- 1939 : Gold in New Frisco
- 1939 : Les Mains libres de Hans Schweikart
- 1940 : Le Diable de feu (Der Feuerteufel) de Luis Trenker
- 1940 : Das sündige Dorf
- 1940 : Das Mädchen von Fanö
- 1940 : Das Fräulein von Barnhelm
- 1941 : Der siebente Junge
- 1941 : Le Bijou magique
- 1941 : Kameraden
- 1942 : Anouchka
- 1942 : Einmal der liebe Herrgott sein
- 1942 : Der dunkle Tag
- 1943 : Tonelli
- 1943 : Peterle
- 1944 : Orient-Express
- 1945 : Wo ist Herr Belling? d'Erich Engel
- 1945 : Regimentsmusik
- 1949 : Verspieltes Leben de Kurt Meisel
- 1951 : Le Traître d'Anatole Litvak
- 1951 : Les Amants tourmentés de Rudolf Jugert
- 1952 : Mönche, Mädchen und Panduren
- 1952 : Illusion (Illusion in Moll) de Rudolf Jugert
- 1953 : Die Nacht ohne Moral
- 1954 : Portrait d'une inconnue
- 1955 : Piroschka
- 1956 : C'est arrivé à Salzbourg (Salzburger Geschichten) de Kurt Hoffmann
- 1956 : La Merveilleuse Aventure (Durch die Wälder, durch die Auen) de Georg Wilhelm Pabst
- 1957 : Les Sentiers de la gloire de Stanley Kubrick
- 1958 : Der schwarze Blitz
- 1958 : Besuch aus heiterem Himmel
- 1959 : L'Espion du Caire
- 1961 : The Big Show
- 1962 : Zahlungsaufschub
- 1962 : Seelenwanderung
- 1962 : Der Schlaf der Gerechten